# Alojz Bajc
Alojz Bajc, slovenski kolesar, * 20. april 1932, Duplje.
Izučil se je za mehanika in bil najprej zaposlen v podjetju Lipa v Ajdovščini. S kolesarstvom se je začel ukvarjati leta 1949 v okviru športnega društva Železničar iz Nove Gorice, nakar je 1953 prestopil v ljubljanski klub Odred in tu ostal do konca športne kariere. Na gorskem prvenstvu Ljudske republike Slovenije 1949, ki je bila njegova prva dirka, je osvojil 3. mesto. V mlajših konkurencah je bil do leta 1951 gorski prvak Slovenije. Leta 1950 je v Kopru na prvenstvu Jugoslavije v posamični konkurenci osvojil 2. mesto. V letih 1955−1961 se je sedemkrat udeležil dirke po Jugoslaviji. Na dirkah po Jugoslaviji je v končnih razvrstitvah zasedal 4.-9. mesto. Zadnja dirka katere se je udeležil je bil Tour de l'Avenir v Franciji leta 1961. Po tej dirki je prenehal tekmovati. V letih 1965-1969 je bil trener kolesarske ekipe Odred.
Bajc je za Jugoslavijo nastopil na Poletnih olimpijskih igrah 1960 v Rimu, kjer je v posamični konkurenci osvojil 69 mesto. 